# Velmede
Velmede ist der größte Ortsteil der Gemeinde Bestwig in Nordrhein-Westfalen. Im Januar 2020 hatte Velmede 3.086 Einwohner.

## Geografie
Velmede liegt im Naturpark Arnsberger Wald und wird von der Ruhr durchflossen.

## Geschichte
1072 wurde Velmede erstmals in einer Urkunde des Klosters Grafschaft erwähnt. Etwa im Jahr 1865 wurde das Gebiet der Gemeinde Velmede deutlich verringert. Aus der Gemeinde wurden die Siedlungen Berlar, Gevelinghausen, Halbeswig, Heringhausen, Nuttlar, Ostwig und Ramsbeck, die eigene Gemeinden bildeten, ausgegliedert. Halbeswig wurde am 1. April 1938 eingemeindet. Am 1. Januar 1975 kam Velmede im Rahmen der kommunalen Neugliederung zur neuen Gemeinde Bestwig. Velmede lag bis Ende 2019 an der Bundesstraße 7, diese wurde jedoch nach der Eröffnung des neuen Autobahnabschnittes der A 46 zur L 743 herabgestuft.

## Wappen
Die Blasonierung ist: Gespalten von Silber und Blau; vorn ein schwebendes blaues, von fünf goldenen Nägeln zusammengehaltenes Andreaskreuz, hinten ein silberner goldbewehrter Adler.
Das Andreaskreuz ist Symbol des Pfarrpatrons, des Heiligen Apostels Andreas. Der Adler und die Farben Blau und Silber sind Kennzeichen der ursprünglichen Landesherren, der Grafen von Arnsberg. Die amtliche Genehmigung erfolgte am 3. April 1952.

## Religion

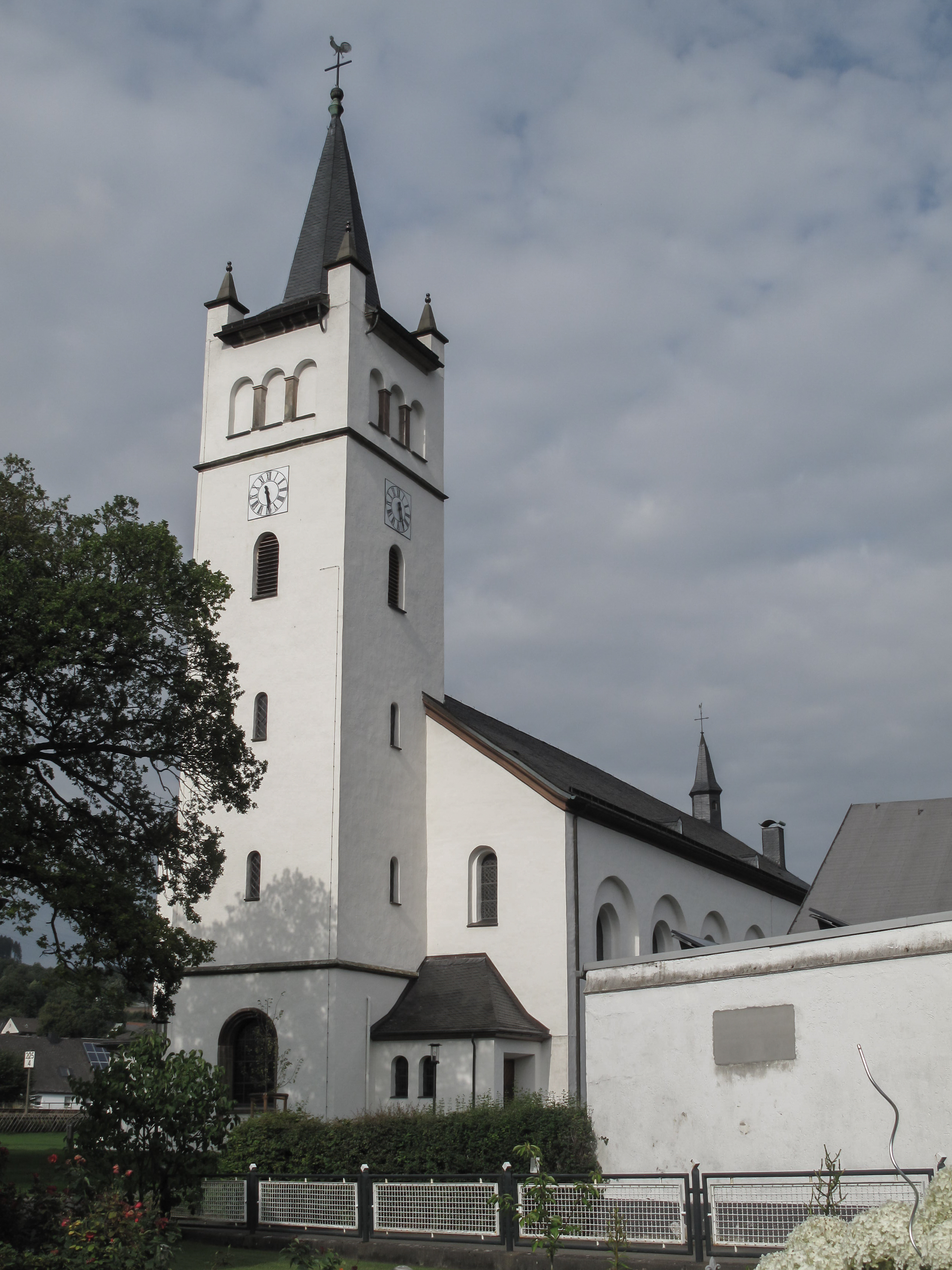
St. Andreas

Die Kirche St. Andreas wurde 1848 erbaut. Vermutlich gab es bereits um 820 eine Urpfarrei in Velmede. Die damalige Pfarrei war für das Gebiet von Brilon bis Calle beziehungsweise von Assinghausen bis zu den Erhebungen des Arnsberger Waldes verantwortlich.

## Söhne und Töchter von Velmede
- Franz Kardinal Hengsbach (* 10. September 1910; † 24. Juni 1991 in Essen), Bischof von Essen
- Martin Wendt (* 24. März 1935; † 8. September 2010), Politiker (SPD), Mitglied des Bundestags